# Liste des lacs de la Serbie
Cette page propose une liste de lacs en Serbie (en serbe cyrillique : Језера у Србији ; en serbe latin : Jezera u Srbiji).
| Lac                     | Superficie (km²) | Altitude (m) | Profondeur (m) | Type            | Caractéristiques                                                                      | Photo |
| ----------------------- | ---------------- | ------------ | -------------- | --------------- | ------------------------------------------------------------------------------------- | ----- |
| Đerdap                  | 253              | 70           | 92             | artificiel      | réservoir hydroélectrique (Danube)                                                    |       |
| Đerdap II               | 92               |              |                | artificiel      | réservoir hydroélectrique (Danube)                                                    |       |
| Lac de Fierza           | 73               | 278          | 90             | artificiel      | réservoir hydroélectrique (Drin)                                                      |       |
| Ečka                    | 25               |              |                | artificiel      | étang                                                                                 |       |
| Lac de Perućac          | 12,4-24          | 290          | 70             | artificiel      | réservoir hydroélectrique (Drina)                                                     |       |
| Lac Vlasina             | 16               | 1 213        | 22             | semi-artificiel | tourbière transformé en réservoir (Vlasina)                                           |       |
| Lac de Gazivode         | 11,9             | 693          | 105            | artificiel      | réservoir industriel (Ibar)                                                           |       |
| Zasavica                | 11,5             |              | 10             | naturel         | tourbière, ancien bras de la Save                                                     |       |
| Carska bara             | 11               |              |                | naturel         | tourbière                                                                             |       |
| Étang de Sakule         | 10,05            |              |                | artificiel      | étang                                                                                 |       |
| Lac de Ribnica          | 10               |              |                | artificiel      | réservoir industriel-lac de loisirs (Crni Rzav)                                       |       |
| Lac Gruža               | 9,19             |              |                | artificiel      | réservoir industriel (Gruža (rivière)), Mer de Šumadija                               |       |
| Lac de Zvornik          | 8,1              | 140          | 28             | artificiel      | réservoir hydroélectrique (Drina)                                                     |       |
| Lac Zlatar              | 7,3              | 880          | 75             | artificiel      | réservoir hydroélectrique (Uvac)                                                      |       |
| Lac de Potpeć,          | 7                | 436          | 40             | artificiel      | réservoir hydroélectrique (Lim)                                                       |       |
| Obedska bara            | 7                | 72           | 12             | naturel         | tourbière, ancien bras de la Save                                                     |       |
| Veliki Rit              | 7                |              |                | artificiel      | étang                                                                                 |       |
| Kapetanski Rit          | 6.13             |              |                | artificiel      | étang                                                                                 |       |
| Lac de Sjenica          | 6,1              | 985          | 100            | artificiel      | réservoir hydroélectrique (Uvac)                                                      |       |
| Lac Radonjić            | 5,96             |              |                | artificiel      | réservoir industriel (Sosnica)                                                        |       |
| Étang de Bečej          | 5,7              |              |                | artificiel      | étang                                                                                 |       |
| Lac Palić               | 5,6              | 101          | 3,5            | (semi-)naturel  | lac éolien, préservé artificiellement                                                 |       |
| Lac Zavoj               | 5,53             | 612          | 60             | artificiel      | créé par un glissement de terrain, transformé en réservoir hydroélectrique (Visočica) |       |
| Koviljski rit           | 5.5              |              |                | naturel         | marais                                                                                |       |
| Étang d'Uzdin           | 5,5              |              |                | artificiel      | étang                                                                                 |       |
| Lac Bovan               | 5                |              | 7              | artificiel      | réservoir industriel (Sokobanjska Moravica)                                           |       |
| Lac blanc               | 4,8              | 75           | 2,5            | naturel         | transformé en étang                                                                   |       |
| Lac de Ćelije           | 4,1              | 277          | 41             | artificiel      | réservoir industriel (Rasina)                                                         |       |
| Lac d'argent            | 4                | 70           | 8              | naturel         | bras du Danube                                                                        |       |
| Lac Zlatica             | 3,9              |              |                | artificiel      | étang                                                                                 |       |
| Lac Opolje              | 3,7              | 980          |                | artificiel      | réservoir industriel                                                                  |       |
| Lac Ludaš               | 3,68             | 101          | 2,5            | naturel         | lac éolien                                                                            |       |
| Étang de Jedinstvo      | 3,5              |              |                | artificiel      | étang                                                                                 |       |
| Lac de Batlava          | 3,27             | 600          | 35             | artificiel      | réservoir industriel (Batlava)                                                        |       |
| Lac Okanj               | 3                |              |                | naturel         | tourbière                                                                             |       |
| Lac Garaši              | 3                | 411          | 40             | artificiel      | réservoir industriel                                                                  |       |
| Étang de Novi Kneževac  | 2,63             |              |                | artificiel      | étang                                                                                 |       |
| Étang de Velebit        | 2,58             |              |                | artificiel      | étang                                                                                 |       |
| Lac Zobnatica           | 2,55             |              |                | artificiel      | réservoir industriel (Krivaja)                                                        |       |
| Étang de Futog          | 2,1              |              |                | artificiel      | étang                                                                                 |       |
| Veliko Blato            | 2                |              |                | naturel         | tourbière, dans le Pančevački rit                                                     |       |
| Lac de Gračanica        | 2                |              | 29             | artificiel      | réservoir industriel (Gračanica)                                                      |       |
| Étang de Sutjeska       | 2                |              |                | artificiel      | étang                                                                                 |       |
| Étang de Susek          | 2                |              |                | artificiel      | étang                                                                                 |       |
| Étang de Kolut          | 1,82             |              |                | artificiel      | étang                                                                                 |       |
| Lac de Međuvršje        | 1,5              | 273          | 23             | artificiel      | réservoir hydroélectrique (Zapadna Morava)                                            |       |
| Veliko Kopovo           | 1,45             |              |                | naturel         | tourbière                                                                             |       |
| Étang de Srpski Miletić | 1,14             |              |                | artificiel      | étang                                                                                 |       |
| Lac de Rusanda          | 1,1              | 82           | 1,5            | naturel         | lac de boue                                                                           |       |
| Lac de Rit              | 1                |              |                | naturel         | tourbière                                                                             |       |
| Lac de Jegrička         | 0,98             |              |                | artificiel      | étang                                                                                 |       |
| Lac Sava                | 0,8              |              |                | naturel         | bras de la Save, voir Ada Ciganlija                                                   |       |
| Lac Paljuvi             | 0,8              |              |                | artificiel      | réservoir industriel (Klanica)                                                        |       |
| Lac de Pavlovci         | 0,8              |              |                | artificiel      | réservoir industriel, également appelé lac de Kudoš                                   |       |
| Lac de Borkovac         | 0,42             |              | 6              | artificiel      | réservoir industriel (Borkovac)                                                       |       |
| Lac de Zaovine          | 15               | 892          | 80             | artificiel      | réservoir hydroélectrique (Beli Rzav)                                                 |       |
| Lac de Šelovrenac       |                  |              |                |                 |                                                                                       |       |
| Lac de Dobrodol         | 0.45             |              | 6              |                 | À Dobrodol, près de Šatrinci                                                          |       |
| Lac de Međeš            |                  |              |                | artificiel      | Lac de barrage sur le Međeš, près de Šatrinci                                         |       |